# Battaglia di Veio (480 a.C.)
La battaglia di Veio  del 480 a.C. si svolse tra l'esercito romano, composto da quattro legioni, cui si affiancarono effettivi degli alleati Latini ed Ernici, guidato dai consoli Marco Fabio Vibulano e Gneo Manlio Cincinnato e quello di Veio, cui si affiancarono effettivi dalle altre città etrusche. I Romani ebbero la meglio.

## Antefatto
Da tempo i Veienti compivano razzie nel territorio romano, e finora Roma non si era risoluta a dare battaglia in campo aperto, oltre che per la forza del nemico, per i dissidi interni dovuti alla mancata approvazione della Lex Cassia agraria proposta da Spurio Cassio Vecellino. Nel 480 a.C. ai romani sembrò che si fossero create le condizioni propizie per portare guerra a Veio.
I due consoli romani posero due campi distinti di fronte a quello nemico, posto a difesa di Veio, dove erano presenti, non solo i Veienti, ma Etruschi provenienti da tutta l'Etruria, formando una forza superiore a quella romana.
I due consoli, nonostante scaramucce di poco conto, e le provocazioni del nemico, adottarono una tattica attendista, decidendo che il momento non fosse adatto a dare battaglia. Quando un fulmine si abbatté sulla tenda del console Gneo Manlio, presagio negativo, questi ordinò di abbandonare il campo, che poi fu razziato dai nemici, per andare nel campo dell'altro console, formando un unico accampamento fortificato.
I consoli romani ancora non si decidevano per lo scontro, anche perché non si fidavano dello spirito con cui lo avrebbero affrontato i soldati plebei, a cui erano particolarmente invisi i Fabii, per la loro forte opposizione alla distribuzione delle terre tra i cittadini romani, non facendosi prendere dalle provocazioni degli etruschi.
Ma queste ebbero effetto sull'esercito, che alla fine, come anche avevano sperato i due consoli, si rivolse ai propri comandanti chiedendo di scendere in battaglia.
A questo punto Marco Fabio espresse tutta la sua preoccupazione per i dissidi interni tra i romani, con un lungo e animato discorso, cui rispose Marco Flavoleio, un plebeo primipilo molto noto per il suo valore in battaglia, con il giuramento alla causa comune dei romani, uniti contro il nemico. A questo punto, i consoli, effettuati i consueti riti, diedero l'ordine di battaglia.

## La battaglia
L'ala destra romana era condotta da Gneo Manlio, il centro da Marco Fabio, mentre l'ala sinistra dal legatus Quinto Fabio, fratello di Marco Fabio e già due volte console.
La situazione si fece subito difficile per l'ala sinistra romana, sia per l'inferiorità numerica, sia per la posizione più elevata, in cui si trovava l'ala destra nemica, con cui si fronteggiava. Completamente circondato Quinto Fabio morì trafitto da una lancia nemica. A quella vista, il console e fratello Marco Fabio, con l'altro fratello Cesone Fabio si scagliò con furore per portare soccorso, non riuscendo però ad arrivare in tempo per salvare il fratello, cambiando però le sorti di quello scontro, costringendo l'ala destra nemica al ripiegamento.
Intanto l'altro console romano, Gneo Manlio, fu ferito al ginocchio, e trasportato nell'accampamento romano; la cosa fu interpretata dagli Etruschi come un iniziale cedimento, e solo il pronto arrivo dei Fabii, riuscì a far sì che lo spiegamento romano non ripiegasse.
In questo frangente l'accampamento romano, che in quel momento non era ben presidiato a causa dello scontro in atto, fu preso d'assalto da quegli Etruschi, che si erano presi l'accampamento abbandonato dai romani, e negli scontri riuscirono ad uccidere il console Gneo Manlio, e con lui, anche i soldati lasciati a presidio. Un contingente di romani, guidato dal Legatus Tito Siccio, riuscì però a riprendere l'accampamento, scacciandovi i nemici.
La battaglia continuò cruenta fino a sera, con diversi capovolgimenti di fronte, e solo l'abbandono dell'accampamento da parte dei nemici, poté giustificare che il giorno dopo i romani, si proclamassero vincitori.

## Conseguenze
I Romani, dopo aver saccheggiato il campo nemico, seppellito i caduti, tornarono a Roma, dove il console rifiutò il trionfo, per la perdita del collega console e del fratello, dimettendosi dalla magistratura due mesi prima del tempo.